# 幻世錄系列
幻世錄是奧汀科技研發，由智冠科技（現為「宇峻奧汀」）代理發行的戰略角色扮演遊戲系列。系列首作《幻世录》于1998年发行，故事敘述在名為「法魯西翁」的虛構魔幻大陸，原為沃斯菲塔共和國騎士團長的主角雷歐納德被祖國放逐後，發生在虛擬大陸法魯西翁的奇幻冒險故事。
第二作《幻世錄II 魔神戰爭》于2002年發行，補述千年前發生在法魯西翁大陸上，名為「魔神戰爭」的大規模戰爭發生的始末。系列由大陸寰宇之星科技公司代表於大陸地區發行。
2020年5月，宇峻奧汀授權星輝遊戲合作開發幻世錄的Android平台手機遊戲版正式上市。
2025年8月1日宣布正式製作單機幻世錄一代重製版，預計2026年推出。

## 概要

### 遊戲系統設計
《幻世錄》、《幻世錄II 魔神戰爭》遊戲屬回合制戰略角色扮演游戏，玩家將操縱故事主人翁於虛擬大陸「法魯西翁大陸」展開冒險。當玩家在大地圖移動時，隨劇情和過關進度發展，地圖會增加可移動的點，分別是玩家可進行補物資給的城鎮、日後經過時會隨機出現敵人的地點和玩家經過必定觸發戰鬥事件的地點。戰鬥時，敵我雙方皆會採取回合制輪流行動，達成過關條件始能進行接續劇情。當玩家提升等級時，系統將給玩家可自由分配的點數，提升玩家角色的屬性，角色將會隨等級與能力提升習得新的技能。提升至特定數值時，角色即可進行轉職，習得更多更多技能。少數角色可在達成特定條件後，進行二階轉職。
遊戲裡依據玩家在特定劇情分歧點的選項，決定遊戲會出現的特殊地點、觸發的特殊事件、獲得的物品、遊戲的結局。《幻世錄II 魔神戰爭》則增加周目模式，玩家可在首度通關遊戲並再度重頭開始遊戲時，觸發更多隱藏事件。
幻世錄本傳的角色與背景以2.5D立體美術模式登場；《幻世錄II 魔神戰爭》裡登場的角色則是以3D立體模式呈現。

### 故事
法魯西翁大陸為擁有人類、妖精、翼人、獸人、兩棲族這五個種族的魔幻大陸，各種族間相互爭鬥，持續數百年戰火，直至三魔神現身法魯西翁大陸大肆破壞和殺戮，各種族始放下對立團結對抗三魔神，展開名為「魔神戰爭」的生存防衛戰。以人類劍士布萊特為首的種族聯合軍，成功擊敗了三魔神令大陸恢復和平，同時隨著時間推移，當年的「魔神戰爭」亦被大陸眾人逐漸遺忘。此為《幻世錄II 魔神戰爭》的故事劇情。
《幻世錄》设定在「魔神戰爭」落幕一千多年以後，法鲁西翁大陆东北方的拉尔斯帝国开始向各国展開長達數年名為「法魯西翁的噩夢」的侵略战争，以沃斯菲塔共和國為首的聯合軍集結人類、亞雷比斯的妖精族、那可耶魯的翼人族、冀羅的獸人族，對拉爾斯帝國展開反擊戰爭，故事從沃斯菲塔共和國皇家騎士團第二團長雷歐納德領軍攻打拉爾斯帝國的主城帕尼西雅城展開序幕。

### 角色介紹

#### 主角
雷歐納德
《幻世錄》本傳男主角，擅使劍術。故事開始時為沃斯菲塔共和國皇家騎士團第二團長，帶領軍團攻打拉爾斯帝國和斬殺該國皇帝法蘭克而立下軍功，因為不滿沃斯菲塔共和國領袖妖精王克里歐斯為戰略而將自己的軍團當成棄子，得罪克里歐斯遭祖國放逐，和半獸人琥組成傭兵搭擋。偶然救了被沃斯菲塔共和國追捕的原拉爾斯帝國公主緹娜，受後者僱用助其復國的同時決意利用此契機向克里歐斯復仇，結識各方冒險夥伴，過程中雖和緹娜互生情愫，但因為理念分歧和恩怨問題令雙方關係不了了之。在克里歐斯和最終敵人敗北後下落不明。
緹娜
原拉爾斯帝國公主，擅長魔法和部分武術，雖不同意父親法蘭克攻打各國的侵略行為，仍對其抱有敬愛之意。拉爾斯帝國亡國後，為了復國而逃離克里歐斯安排的聯姻和沃斯菲塔共和國的追捕，獲得雷歐納德和琥的協助決定僱用兩者從事復國計劃，和雷歐納德互生情愫。得知雷歐納德殺害父親和利用她的真相，仍決定以復國志業為重，選擇和他共同完成向克里歐斯復仇的目標。在克里歐斯和最終敵人敗北後，和漢克斯回歸拉爾斯帝國，思念行蹤不明的雷歐納德，最終隨著法魯西翁大陸戰況愈加險惡而投降交出所有兵力，下落不明。
琥
獸人和人類所生的半獸人，因為混血身份時常遭眾人排擠，擅使弓箭。原本是巴格拉姆的軍隊成員，因為在危急時刻殺害無能長官而被追緝，流亡過程結識了被放逐的雷歐納德並組成傭兵搭擋，成為雷歐納德為數不多的至交。最初雖然顧及各國局勢反對緹娜的復國計劃，但由於雷歐納德出面說服決定參與計劃，得知雷歐納德殺害拉爾斯帝國皇帝法蘭克和利用緹娜的真相後，仍決定奉陪雷歐納德到底。在克里歐斯和最終敵人敗北後下落不明。
漢克斯
原拉爾斯帝國暗殺部隊「影牙」隊長，忠於祖國和緹娜，精通暗殺和行竊。拉爾斯帝國亡國後和部屬們落草為寇，靠著結夥搶劫維生，認出和雷歐納德、琥同行的緹娜，轉而加入隊伍協助緹娜的復國志業。後得知雷歐納德殺害拉爾斯帝國皇帝法蘭克和利用緹娜的真相，對雷歐納德的作為感到不齒，仍顧及緹娜的復國志業決定共同完成向克里歐斯復仇的目標。在克里歐斯和最終敵人敗北後，和緹娜回歸拉爾斯帝國，但在拉爾斯帝國投降交出所有兵力後下落不明。
雪拉
年輕的妖精族女魔法師，其實是克里歐斯的女兒。原本在妖精國度亞雷比斯生活，奉長老的指示抵達法魯西翁大陸阻止克里歐斯的野心，偶遇雷歐納德等人並協助擊退追兵後，獲得雷歐納德同意加入隊伍同行。被後來加入隊伍的雷特單戀。在克里歐斯和最終敵人敗北後下落不明。
嚎
獸人國度冀羅的戰士，擅用斧頭。因為得知祖國準備兵力對外侵略的計劃而離開國家。幫助雷歐納德等人解危後，為了見識雷歐納德所稱的「真理」而加入隊伍。在克里歐斯和最終敵人敗北後下落不明。
雷特
翼人族國度那可耶魯的年輕翼人族戰士，「四魔將」席德爾的弟弟，擅使長槍和魔法。因為兄長的羽翼變成族人忌諱且視為毀滅化身的黑色羽翼，遭包含雙親在內的族人追殺，獲得雷歐納德等人解危後，因為失去容身之所而加入隊伍，單戀雪拉。在克里歐斯和最終敵人敗北後下落不明。
克羅蒂
克里歐斯旗下直屬親衛隊「四魔將」成員，黑妖精魔劍士，擅使劍術和魔法，塔克斯的戀人。因為自身種族被視為不吉利象徵，獲克里歐斯收容為部屬而視其為恩人。在執行任務與奉命追殺雷歐納德的過程中，逐漸對克里歐斯的作為和大陸的和平假象產生疑問，轉而脫離「四魔將」加入雷歐納德的隊伍。一行人入境沃斯菲塔共和國期間與塔克斯刀劍相向，在克里歐斯和最終敵人敗北後下落不明。

#### 敵方
席德爾
克里歐斯旗下直屬親衛隊「四魔將」成員，翼人族，雷特的兄長。因為自身的羽翼變成族人忌諱且視為毀滅化身的黑色羽翼，殺害包含雙親在內試圖追殺兄弟倆的族人後離開祖國，加入克里歐斯麾下，實則別有用心。告知緹娜等人雷歐納德殺害拉爾斯帝國皇帝法蘭克和利用緹娜的真相。後被雷歐納德等人殺害。
傲
克里歐斯旗下直屬親衛隊「四魔將」成員，獸人族，忠於克里歐斯。奉命追殺雷歐納德，對於變節加入雷歐納德等人的克羅蒂感到憤怒，後被雷歐納德等人殺害。
塔克斯
克里歐斯旗下直屬親衛隊「四魔將」成員，人類的魔劍士，擅使劍術和魔法，克羅蒂的戀人與雷歐納德的同鄉。對於克羅蒂變節加入雷歐納德等人感到震驚。在雷歐納德等人入境沃斯菲塔共和國期間與克羅蒂刀劍相向，臨終前對自身處境和克羅蒂的戀情做出感慨，道出羨慕雷歐納德的心聲後逝世。
克里歐斯
千年前魔神戰爭的六名英雄之一，沃斯菲塔共合國領導者兼雪拉的父親。年輕時原為妖精國度的重臣，因為妹妹格羅莉亞的影響，加入布萊德等人的隊伍完成討伐魔神的旅程。魔神戰爭落幕的千年間組建沃斯菲塔共合國，暗地撈起三魔神的地劫神遺體和展開軍事行動。後由於放逐得罪他的雷歐納德，令後者看清其墮落，最終在雷歐納德等人入境沃斯菲塔共合國期間被殺，導致法魯西翁大陸陷入戰亂。

## 开发
《幻世錄II 魔神戰爭》由两首主题曲，普通結局主題曲为《月光下的思念》，好結局主題曲为《Tell me》。乐曲由大勝音樂制作，華大衛作曲，洪榕捐和華大衛作词，張梅君演唱。

## 現實影響
幻世錄與《幻世錄II 魔神戰爭》發行後，網路小說作者徐三以《幻世錄》本傳的世界觀為背景，於2005年開始出版著作《幻世錄》本傳後續的平行世界小說《法魯西翁戰記》，全書共有3冊。